# Kanton Santa Clara
Der Kanton Santa Clara befindet sich in der Provinz Pastaza im Osten von Ecuador. Er besitzt eine Fläche von etwa 310 km². Im Jahr 2022 lag die Einwohnerzahl bei rund 4500. Verwaltungssitz des Kantons ist die Ortschaft Santa Clara mit 1312 Einwohnern (Stand 2010).

## Lage
Der Kanton Santa Clara befindet sich im Westen der Provinz Pastaza. Das Gebiet liegt am Rande des Amazonastieflands am Fuße der Cordillera Real. Die Flüsse Río Anzu und Río Arajuno entwässern das Areal nach Norden zum Río Napo. Die Fernstraße E45 (Puyo–Tena) führt durch den Kanton und an dessen Hauptort vorbei.
Der Kanton Santa Clara grenzt im Osten an den Kanton Arajuno, im Süden an den Kanton Pastaza, im Westen an den Kanton Mera, im Norden an den Kanton Carlos Julio Arosemena Tola sowie im äußersten Nordosten an den Kanton Tena. Die beiden letztgenannten Kantone gehören zur Provinz Napo.

## Verwaltungsgliederung
Der Kanton Santa Clara ist in die Parroquia urbana („städtisches Kirchspiel“)
- Santa Clara

und in die Parroquia rural („ländliches Kirchspiel“)
- San José

gegliedert.

## Geschichte
Der Kanton Santa Clara wurde am 2. Januar 1992 eingerichtet.
Entwicklung der Einwohnerzahl im Kanton Santa Clara bei landesweiten Volkszählungen zum jeweiligen Gebietsstand:
| Jahr                    | Einwohner | +/-    |
| ----------------------- | --------- | ------ |
| 2001                    | 3.029     | –      |
| 2010                    | 3.565     | 17,7 % |
| 2022                    | 4.521     | 26,8 % |
| Datenherkunft: Wikidata |           |        |